# Biljsko jezero
Biljsko jezero je umjetno jezero u Osječko-baranjskoj županiji. Nalazi se južno od Bilja, po kojem je dobilo ime. Ima površinu 56 hektara. U njemu živi veliki broj vrsta riba, kao šarani, amuri, somi, patuljasti somići, babuške, deverike, jezovi, crvenperke i žutooke.